# Antrodiella fragrans
Antrodiella fragrans är en svampart som först beskrevs av A. David & Tortic, och fick sitt nu gällande namn av A. David & Tortic 1986. Antrodiella fragrans ingår i släktet Antrodiella och familjen Phanerochaetaceae.   Inga underarter finns listade i Catalogue of Life.